# Hemidactyliinae
Hemidactyliinae is een onderfamilie van salamanders uit de familie longloze salamanders (Plethodontidae). De groep werd voor het eerst wetenschappelijk beschreven door Edward Hallowell in 1856. Oorspronkelijk werd de wetenschappelijke naam Hemidactylidae gebruikt.
Er zijn ongeveer 365 soorten en 21 geslachten die voorkomen in de Verenigde Staten en Canada, Europa rond het Middellandse Zeegebied en het Koreaans Schiereiland.

## Taxonomie
Onderfamilie Hemidactyliinae
- Geslacht Aquiloeurycea
- Geslacht Batrachoseps
- Geslacht Bolitoglossa
- Geslacht Bradytriton
- Geslacht Chiropterotriton
- Geslacht Cryptotriton
- Geslacht Dendrotriton
- Geslacht Eurycea
- Geslacht Gyrinophilus
- Geslacht Hemidactylium
- Geslacht Isthmura
- Geslacht Ixalotriton
- Geslacht Nototriton
- Geslacht Nyctanolis
- Geslacht Oedipina
- Geslacht Parvimolge
- Geslacht Pseudoeurycea
- Geslacht Pseudotriton
- Geslacht Stereochilus
- Geslacht Thorius
- Geslacht Urspelerpes